# Set (Bibeln)

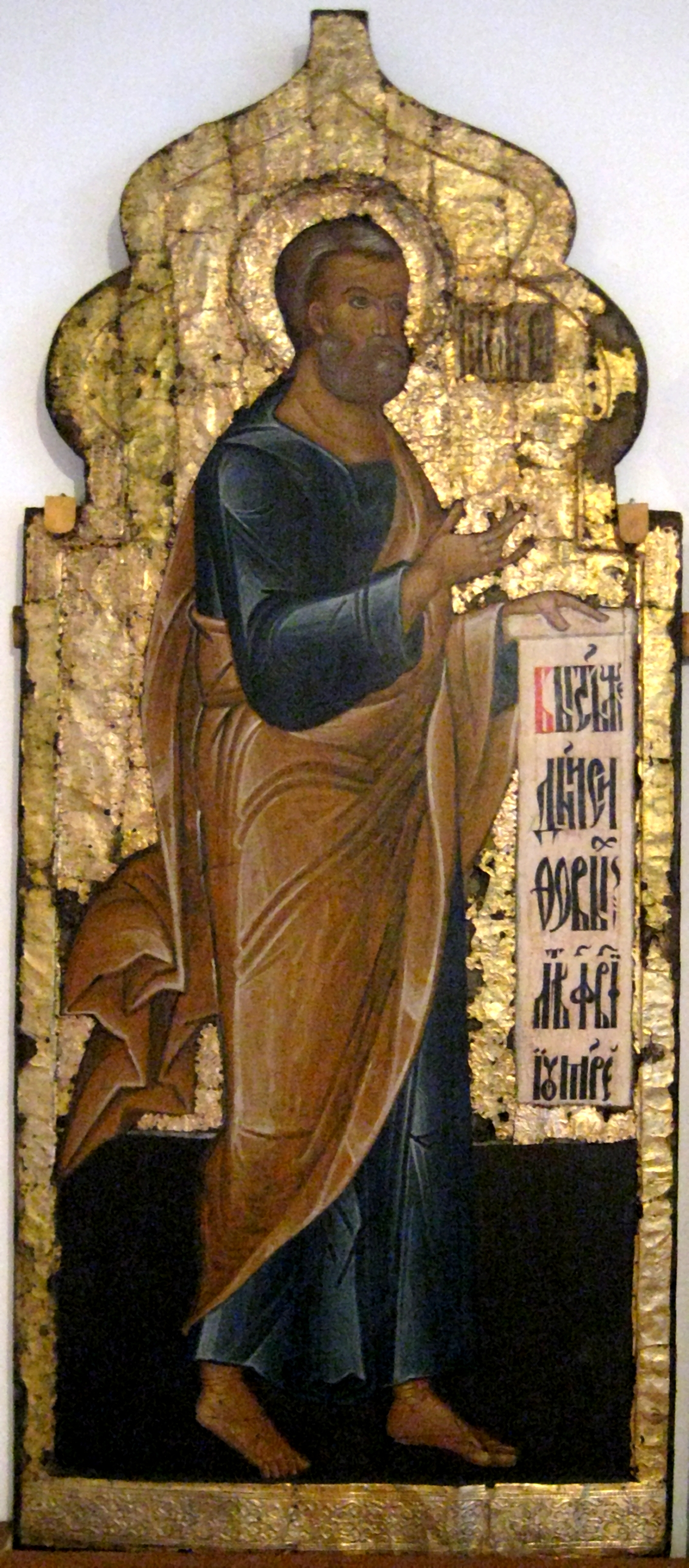
Avbildning av Seth på en ikon i klostret i Vologda.

Set (hebreiska: שֵׁת; modern hebreiska: Šēt; arabiska: شِيث; IPA: [ˈʃiːθ]; "placerad", "utsedd"; grekiska: Σήθ) är en person som förekommer i judendomen, kristendomen och islam och var enligt Bibeln Adams och Evas tredje son och bror till Kain och Abel. Han föddes sedan Kain dödat Abel. Set blev far till Enosh. Set omnämns i Första Moseboken kapitel 4 och 5. 
Muslimska exegeter anser att Set var en profet, samt att han var en av fyra syriska profeter tillsammans med Adam, Noa och Enok.